# Изабелла де Барселуш
Изабелла де Барселуш, также известная как Изабелла Браганса (октябрь 1402 — 26 октября 1466) — португальская аристократка позднего Средневековья.

## Жизнь
Изабелла де Барселуш была дочерью герцога Браганса Альфонса I и его первой жены Беатрис Перейры де Алвим.
В 1424 году Изабелла вышла замуж за Жуана, коннетабля Португалии, который был её дядей и сыном короля Португалии Жуана I. У них было четверо детей:
- Инфант Диогу Португальский (1425—1443), 4-й констебль Португалии и 11-й магистр ордена Сантьяго (1442—1443)
- Инфанта Изабелла Португальская (1428—1496), жена с 1445 года Хуана II (1405—1454), короля Кастилии (1406—1454), и мать Изабеллы I, королевы Испании
- Инфанта Беатрис Португальская (1430—1506), в 1447 году вышла замуж за инфанта Фернанду (1433—1470), 1-го герцога Бежа (1453—1470) и 2-го герцога Визеу (1460—1470), мать короля Португалии Мануэла I
- Инфанта Филиппа Португальская (1432—1444), сеньора де Алмада

Изабелла умерла в Аревало 26 октября 1466 года в возрасте 63 лет. Она была похоронена в монастыре Баталья рядом с мужем.